# Manade Aubanel Baroncelli Santenco
Pour les articles homonymes, voir Aubanel.
La manade Aubanel Baroncelli Santenco est un élevage de taureaux de Camargue, fondée en 1894, par le marquis Folco de Baroncelli. Elle a été dirigée successivement par Folco de Baroncelli, son gendre Henri Aubanel (petit-neveu du poète Théodore Aubanel) et son petit-fils Pierre Aubanel. Depuis 2018, elle est entre les mains de Réginald et Bérenger Aubanel.

## Historique

### La manade Santenco

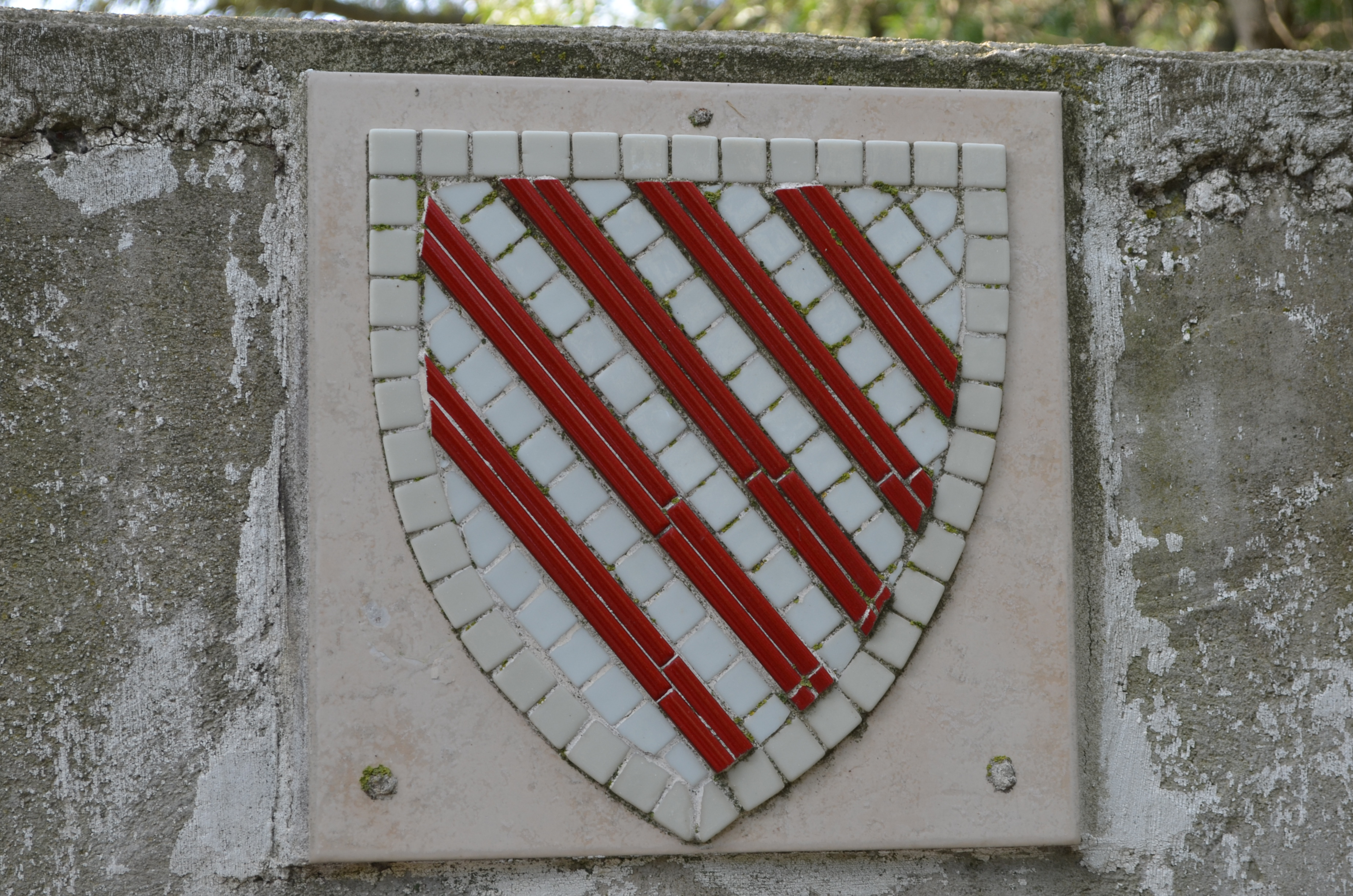
Les armes de la famille Baroncelli.

Folco de Baroncelli décide, en 1894, de fonder un élevage de taureaux de Camargue. Il prend pour fer les armoiries de sa famille et donne les mêmes couleurs à sa devise. Son bétail se compose de taureaux et de vaches achetées chez Théophile Papinaud, Mathieu Raynaud, Louis Dijol, Laborde-Caumont, Dumas, Félix Gras, Trouche et Blanc. Au total, trois cent vingt-six bêtes dont le Marquis ne va en retenir que cent quatre-vingt-dix, afin d'atteindre son idéal : cornes en demi-lune pour les taureaux, cornes en forme de lyre pour les vaches, tous de robe noire.
Il s'installe sur la commune de Saintes-Maries-de-la-Mer et donne à sa manade le nom provençal de Manado Santenco, en français manade saintine. Il fait paître son troupeau à la sortie de la ville, sur les terres de Cacharel, puis au mas de l'Amarée. Le Cailar, que le Marquis appelle la Séville méridionale, est son quartier d'été. Il souhaite éviter les croisements entre taureaux de Camargue et ceux d'Espagne, courant à cette époque, pour retrouver la pureté de la race camarguaise. Ses efforts sont récompensés avec le cocardier Lou Prouvenço, qui commence sa carrière en 1898, âgé de seulement deux ans. Le Marquis le qualifie de « doublen, gros comme un pois et noir comme le jais ». Il réalise des courses de qualité, acquiert une réputation flatteuse auprès du public, lequel le surnomme « le roi des cocardiers ». Sa meilleure prestation a lieu le 16 mai 1909, dans les arènes de Vauvert, mais douze jours plus tard, un combat entre étalons lui coûte la vie.
Le 27 octobre 1905, la troupe de Buffalo Bill se produit à Nîmes, et Folco de Baroncelli propose à Queue-de-fer et Ours-solitaire, deux chefs indiens, ainsi qu'à deux cow-boys, de le rejoindre le lendemain au Cailar, pour participer au tri des taureaux et à l'abrivado qu'il assure à Gallargues-le-Montueux. Le 27 septembre 1907, le Marquis perd une partie de son troupeau, à la suite des crues du Rhône. Il est obligé de renoncer à de nombreuses prestations, faute de bétail suffisant, et ses finances s'en ressentent. Le 15 mai 1909, l'Hôtel de Baroncelli est vendu afin de renflouer les caisses de la manade. 
Le 20 février 1915, Folco de Baroncelli reçoit son ordre d'appel. Il sollicite quelques amis pour qu'ils s'occupent de la manade Santenco durant son absence. Le Marquis est « libéré de responsabilités militaires » le 8 janvier 1919. La même année, la devise rouge et blanche voit la naissance du cocardier Lou Bandot, dont la carrière prend son envol à partir d'avril 1924. Il est surnommé « le taureau le plus dangereux qui soit », et draine un public nombreux à chacune de ses sorties. Il est désigné « meilleur taureau » de la Cocarde d'or en 1928, ex-aequo avec Cetorri, autre cocardier de la manade, et en 1932. Sa popularité est telle qu'en avril 1931, Saint-Laurent-d'Aigouze voit la création du club taurin Lou Bandot. 
Le 20 août 1922, la ville de Marseille organise une fête provençale avec les gardians de la manade Santenco. Le 4 juin 1923, la devise rouge et blanche participe à une fête hippique à Montpellier. La même année, la manade est à Castries pour une course donnée en l'honneur de la reine Amélie de Portugal, surnommée la « course royale » ; l'expression, désignant une course assurée par une seule manade, est rapidement adoptée par le monde de la bouvine.

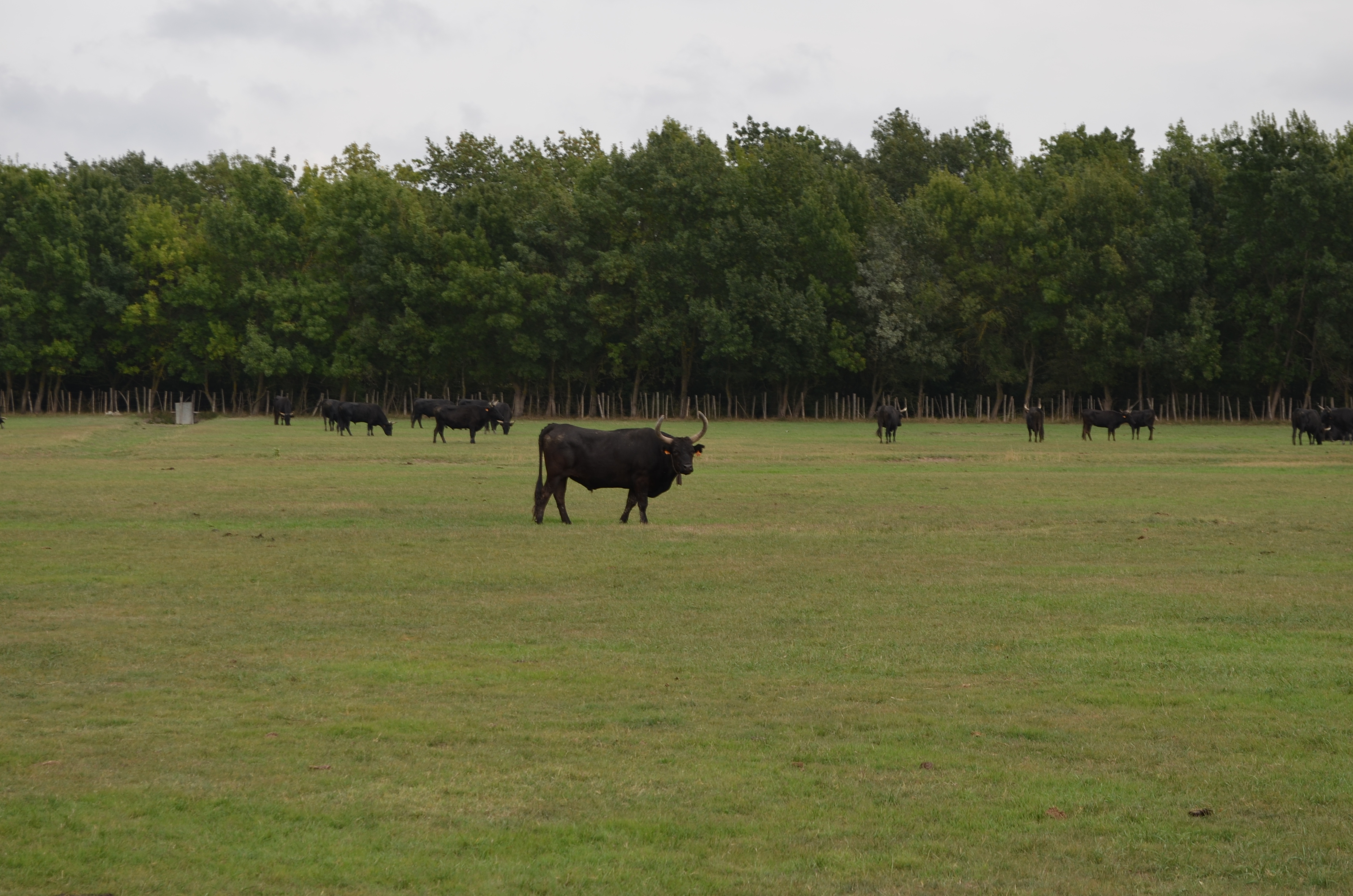
Les taureaux de la manade Aubanel-Baroncelli, dans les prés des Demoiselles, au Cailar.

Lors de la Cocarde d'Or 1930, la manade Santenco est récompensée avec Set-Mouraou, qui est désigné « meilleur taureau » de la course. En octobre 1931, le Marquis doit quitter l'Amarée dont il est locataire, faute d'argent. Les habitants des Saintes se cotisent pour lui offrir un terrain où il construit le mas du Simbeù, réplique exacte de l'Amarée. Le 25 avril 1933, Henri Aubanel épouse Frédérique, la troisième fille du Marquis, et devient manadier de la devise rouge et blanche un an plus tard. Le 1er juillet 1935, la manade est à Fontvieille pour une course donnée dans le cadre des Fêtes du Moulin, en l'honneur d'Alphonse Daudet.
Le cocardier Clan-Clan est désigné « meilleur taureau » de la Cocarde d'Or 1937, et la manade obtient son quatrième sacre dans cette épreuve. En 1938, un cheval inflige une blessure à Folco de Baroncelli qui doit être hospitalisé, et doit cesser toute activité de manadier l'année suivante.
Le 16 novembre 1942, les Allemands s'installent au mas du Simbeù. Le Marquis en est chassé le 17 février 1943. Le 15 décembre 1943, Folco de Baroncelli décède à Avignon. Les Allemands détruisent le mas du Simbeù en 1944. Les cendres du Marquis sont transférées aux Saintes-Maries-de-la-Mer le 21 juillet 1951, sur l'emplacement de son ancien mas, conformément à ses dernières volontés. Lorsque le cortège funèbre longe les prés, les taureaux de la devise rouge et blanche se regroupent et suivent lentement le cortège, comme accompagnant leur maître une dernière fois.

### De Baroncelli à Aubanel

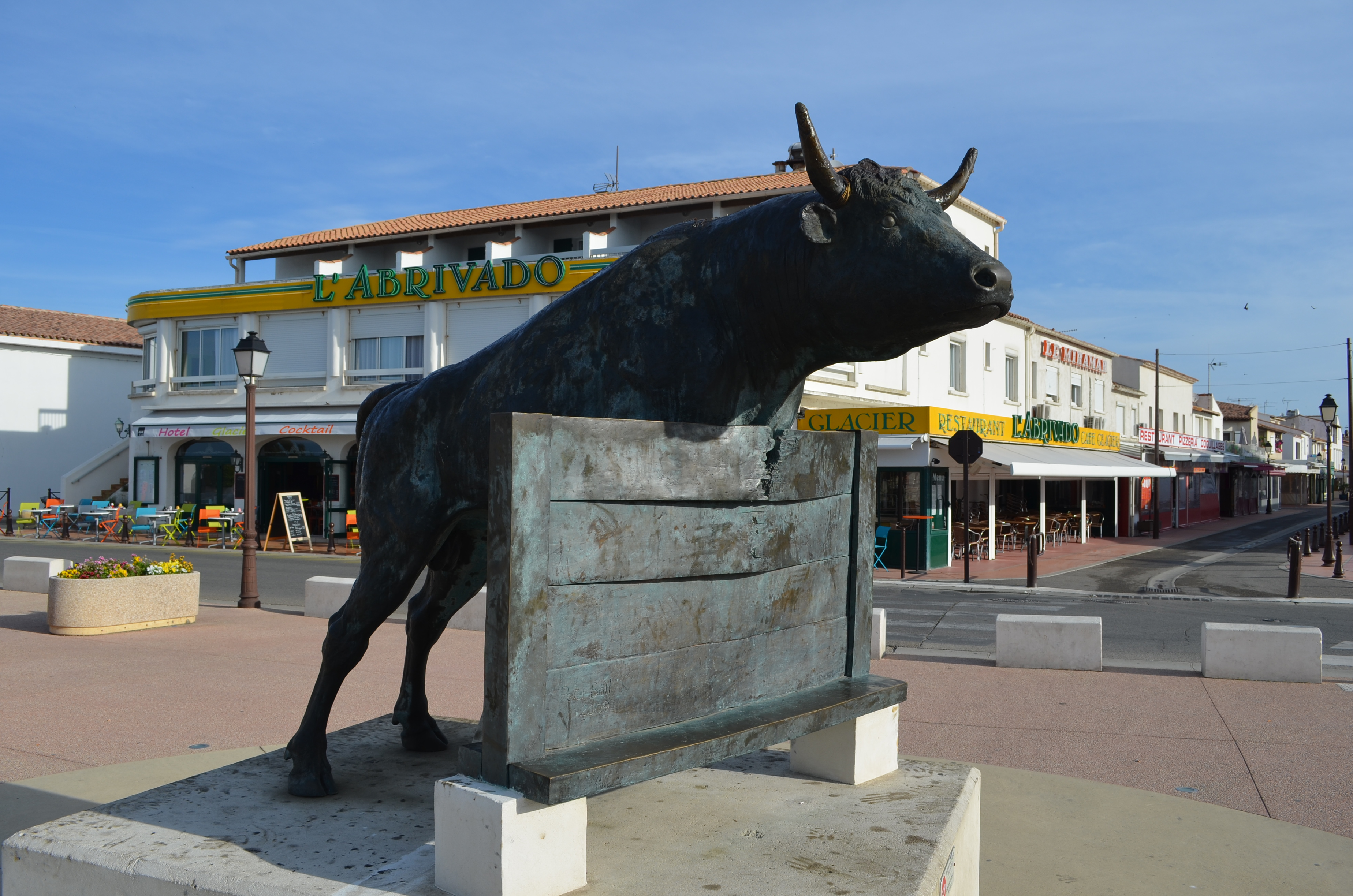
Statue de Vovo, aux Saintes-Maries, franchissant une barrière.

En 1944, Henri Aubanel vend vingt-cinq bêtes à Paul Laurent. En décembre de la même année, la manade Aubanel voit la naissance de Vovo, un veau issu de l'union entre la vache Gyptis, qui fugue de sa manade, et l'étalon Provence de la manade Raynaud. Henri Aubanel propose à son fils Pierre de baptiser le nouveau-né ; Pierre répète à voix haute «veau-veau», afin de trouver un nom qui rime. Son père, croyant qu'il s'agit du nom choisi par son fils, le baptise Vovo. 
Taureau cocardier au tempérament fougueux, voire brutal, préférant traverser les barrières plutôt que les sauter, Vovo va remplir les arènes de Carmargue. Le 22 avril 1951, il provoque une gigantesque panique aux arènes de Lunel: quarante-huit poutres, plusieurs barrières de la contre-piste ainsi que la buvette sont démolies par le cocardier. Vovo acquiert une réputation de fauve que la suite de sa carrière va confirmer. En 1958, l'accumulation de ses blessures oblige Henri Aubanel à le retirer de la course libre. En 1959, le club taurin Lou Vovo est créé à Uchaud. Une statue représentant le cocardier est installée, le 19 juin 2010, devant les arènes des Saintes-Maries-de-la-Mer.
Le titre de Biòu d'or est créé en 1954, et Petit Loulou, descendant de Vovo, est le premier cocardier de la devise rouge et blanche a remporté le prix, en 1964. 
À l'instar de son beau-père, Henri Aubanel connait quelques difficultés financières. D'où l'avertissement qu'il lance à son fils Pierre, lorsque ce dernier veut devenir manadier : « Mon petit, il n'y a pas d'argent à gagner dans les taureaux. Ton grand-père s'est ruiné, moi, je ne gagne pas ma vie. Ne fais pas ce métier ; c'est un métier de fou ! ». Ce qui n'empêche pas son fils de partir à Saint-Gilles pour fonder sa propre manade, en 1968. Malgré de nombreuses réticences, Henri Aubanel finit par céder quelques bêtes à son fils. Il propage la race « baroncellienne » en vendant plusieurs bêtes à des manadiers, mais aussi en formant de nombreux gardians qui, par la suite, montent leurs manades en achetant leurs premières bêtes chez leur ancien pélot.
Dans la nuit du 4 au 5 décembre 1973, un événement inconnu entraîne la moitié de la manade dans le Vistre, un fleuve côtier proche du Cailar. Soixante-cinq taureaux périssent noyés. En 1977, la devise rouge et blanche assure une abrivado sur le Prado, à Marseille, dans le cadre d'une exposition sur la chasse et le cheval. Le 27 octobre de la même année, deux gardians de la manade perdent la vie en tentant de sauver trois taureaux des inondations.
Henri Aubanel décède deux ans plus tard.
Son fils Pierre prend les rênes de la devise rouge et blanche, et la renomme manade Aubanel Baroncelli Santenco. Pierre Aubanel est décédé le 22 février 2018, il était né à Avignon en 1938. Il est inhumé au cimetière des Saintes-Marie-de-la Mer. Ses fils Réginald et Bérenger lui succèdent.

## Galerie

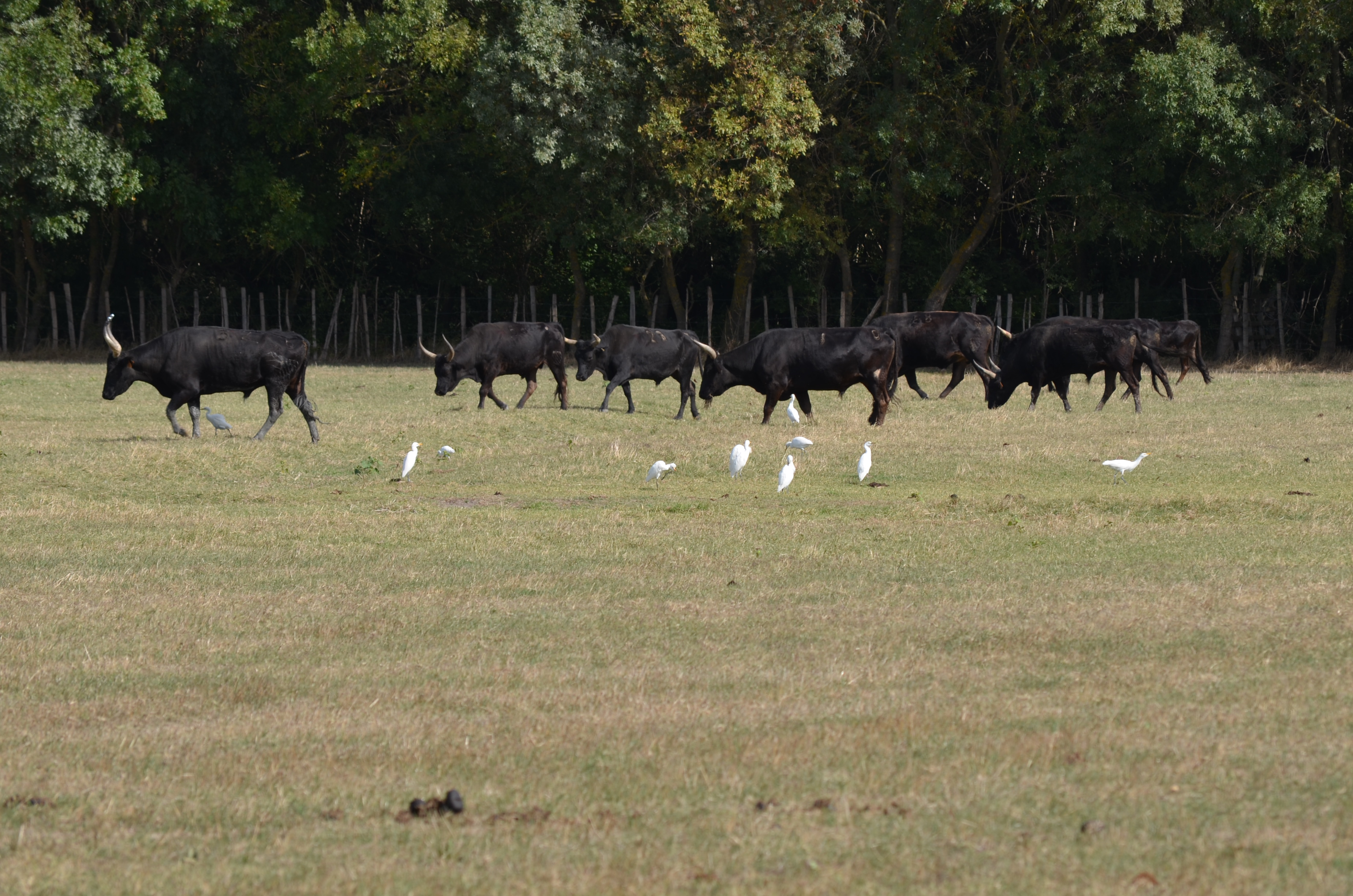
Dans les prés du Cailar.
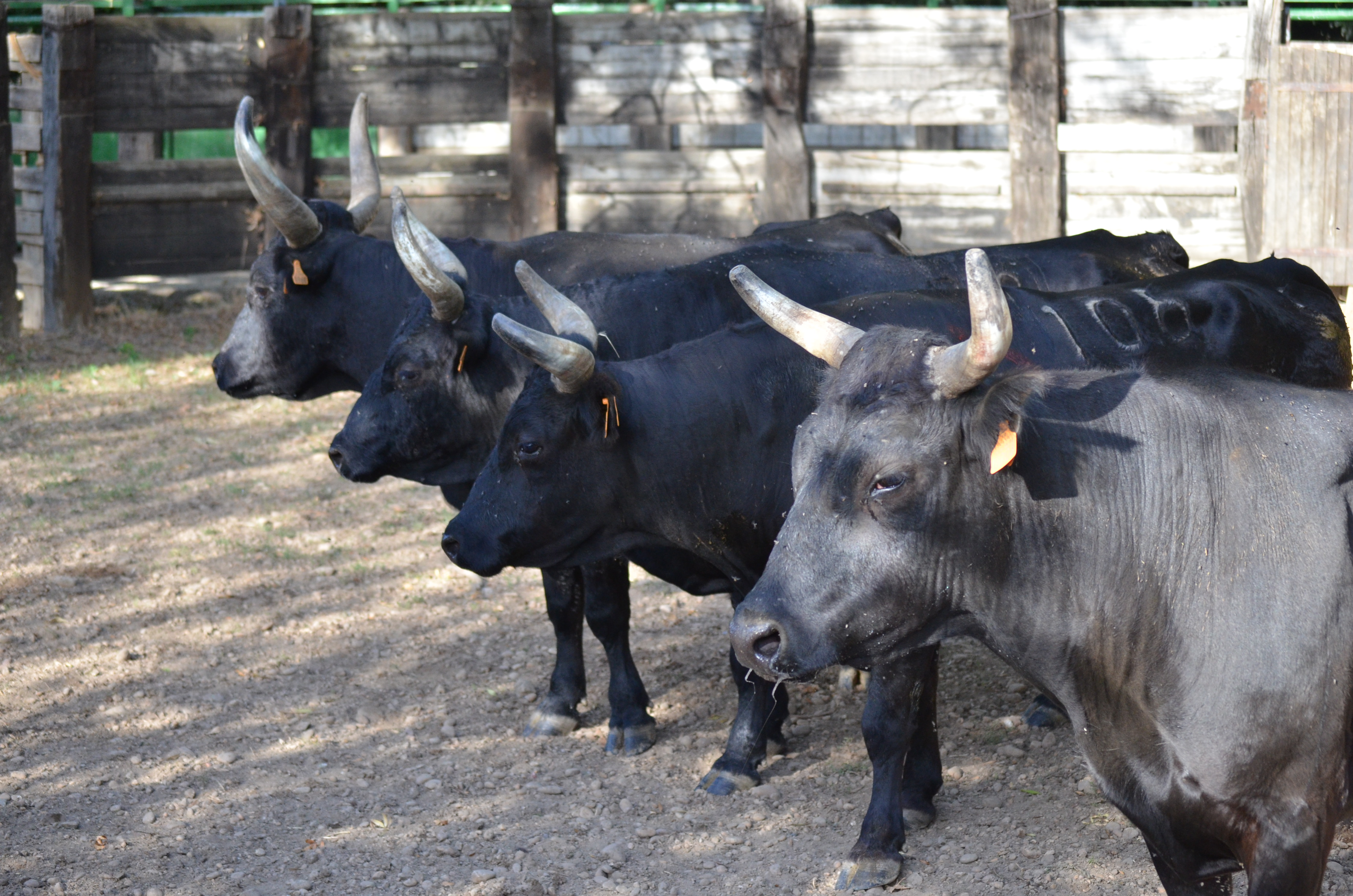
Dans le bouvaou des prés du Cailar.
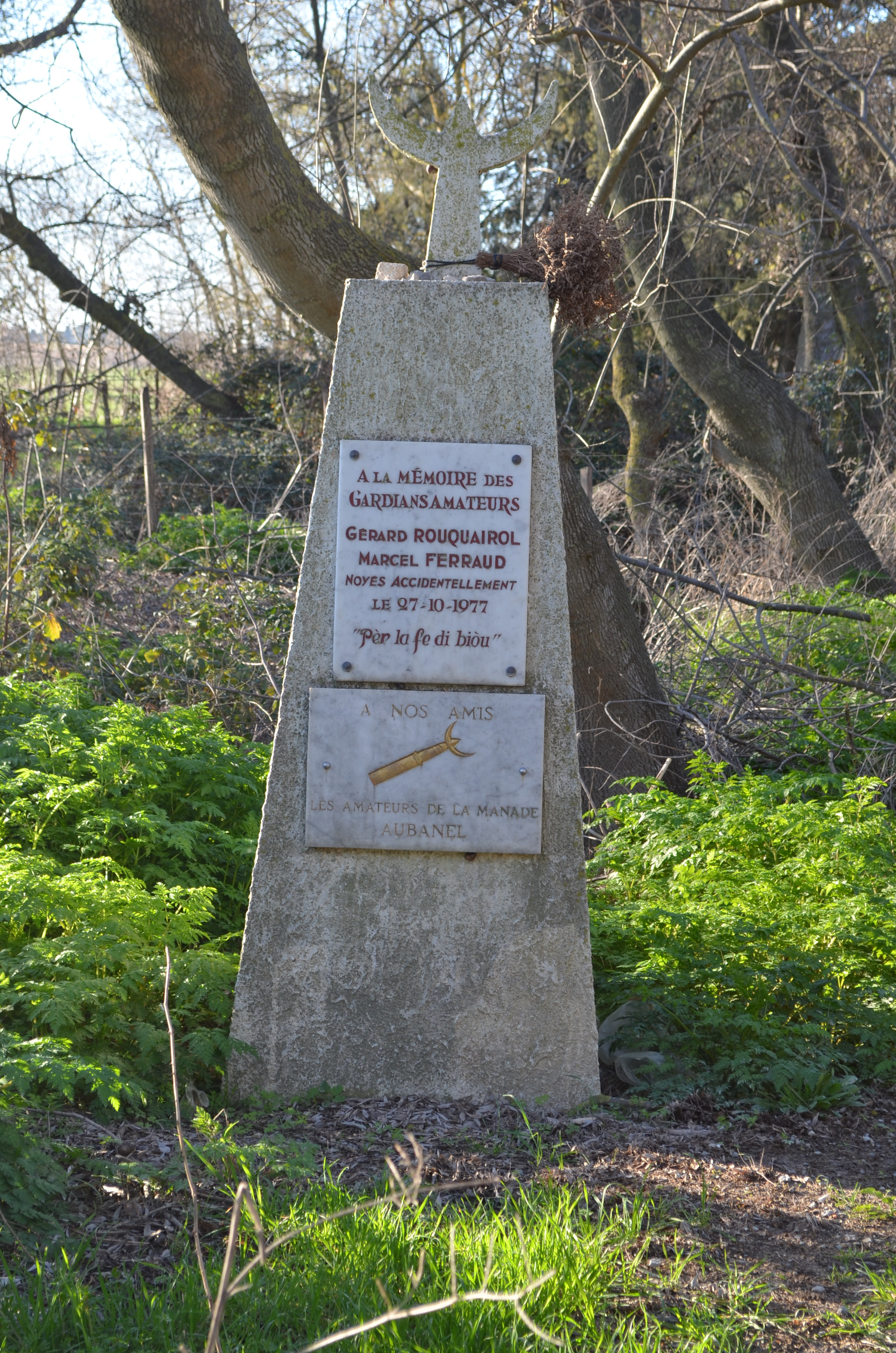
Stèle ériguée à la mémoire des gardians de la manade Aubanel, décédés lors des inondations d'octobre 1977.
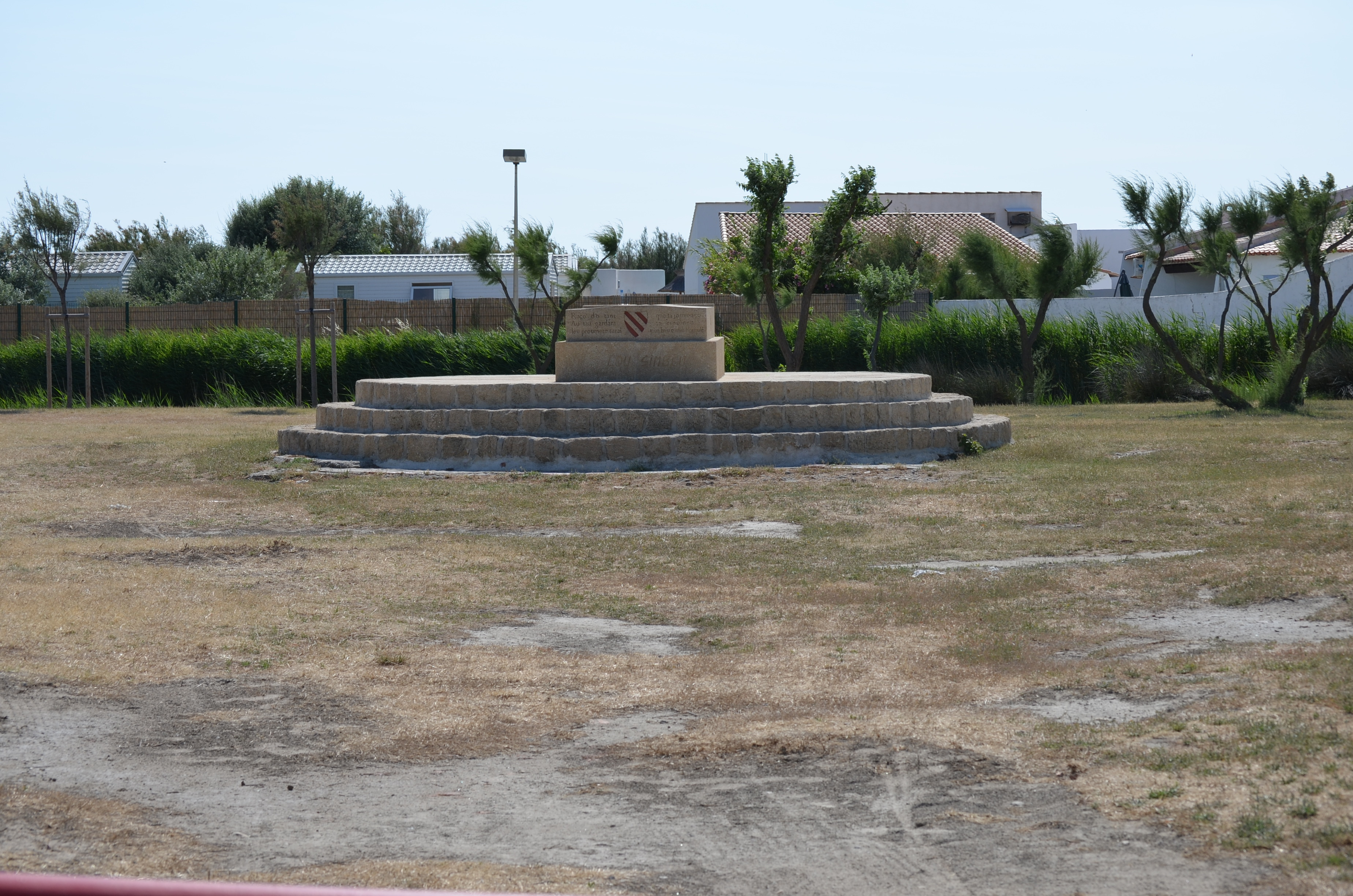
La tombe du Marquis Folco de Baroncelli, aux Saintes-Maries.
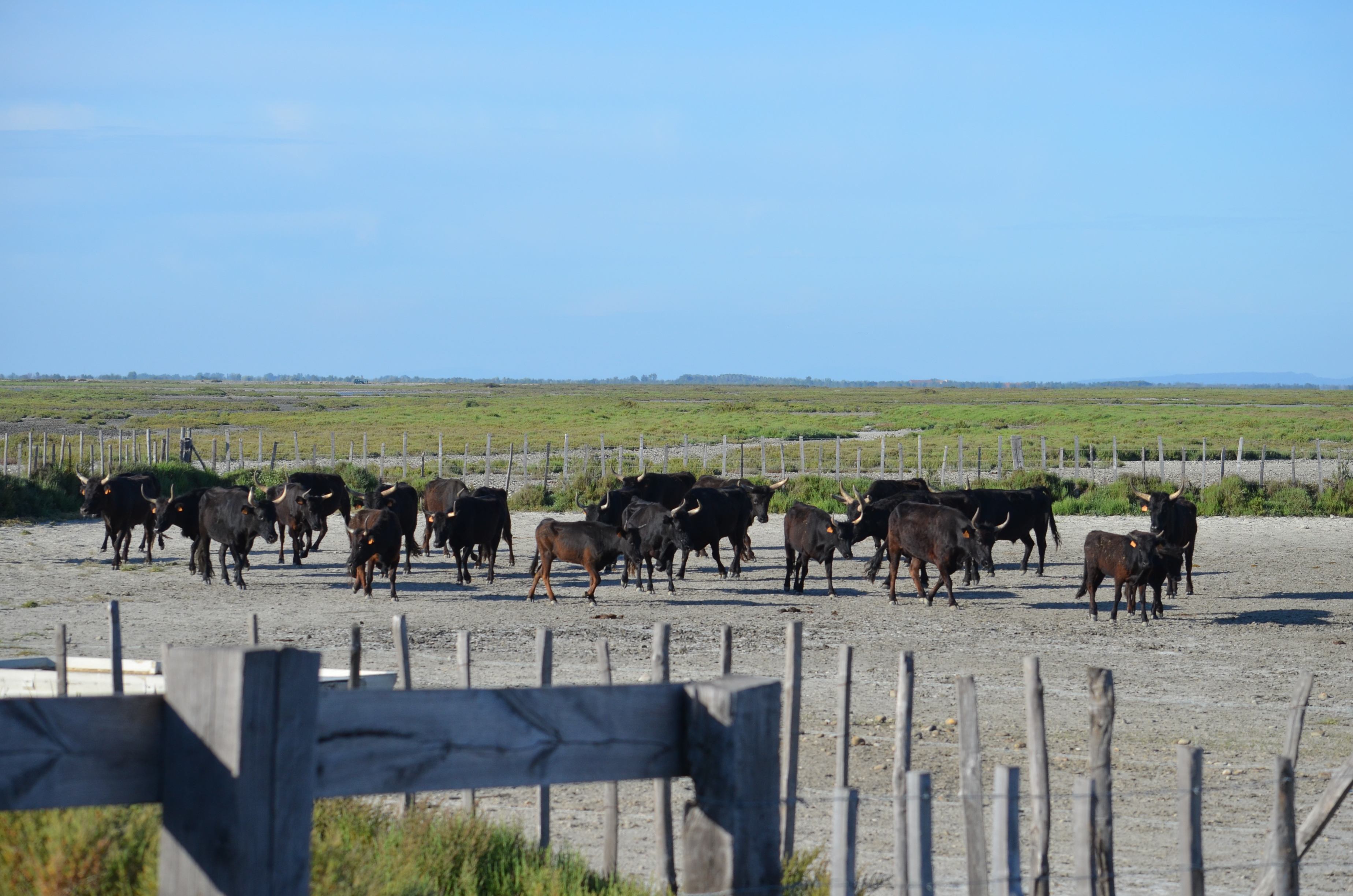
Les taureaux de la manade Aubanel-Baroncelli, dans l'enclos de tri, aux Saintes-Maries.
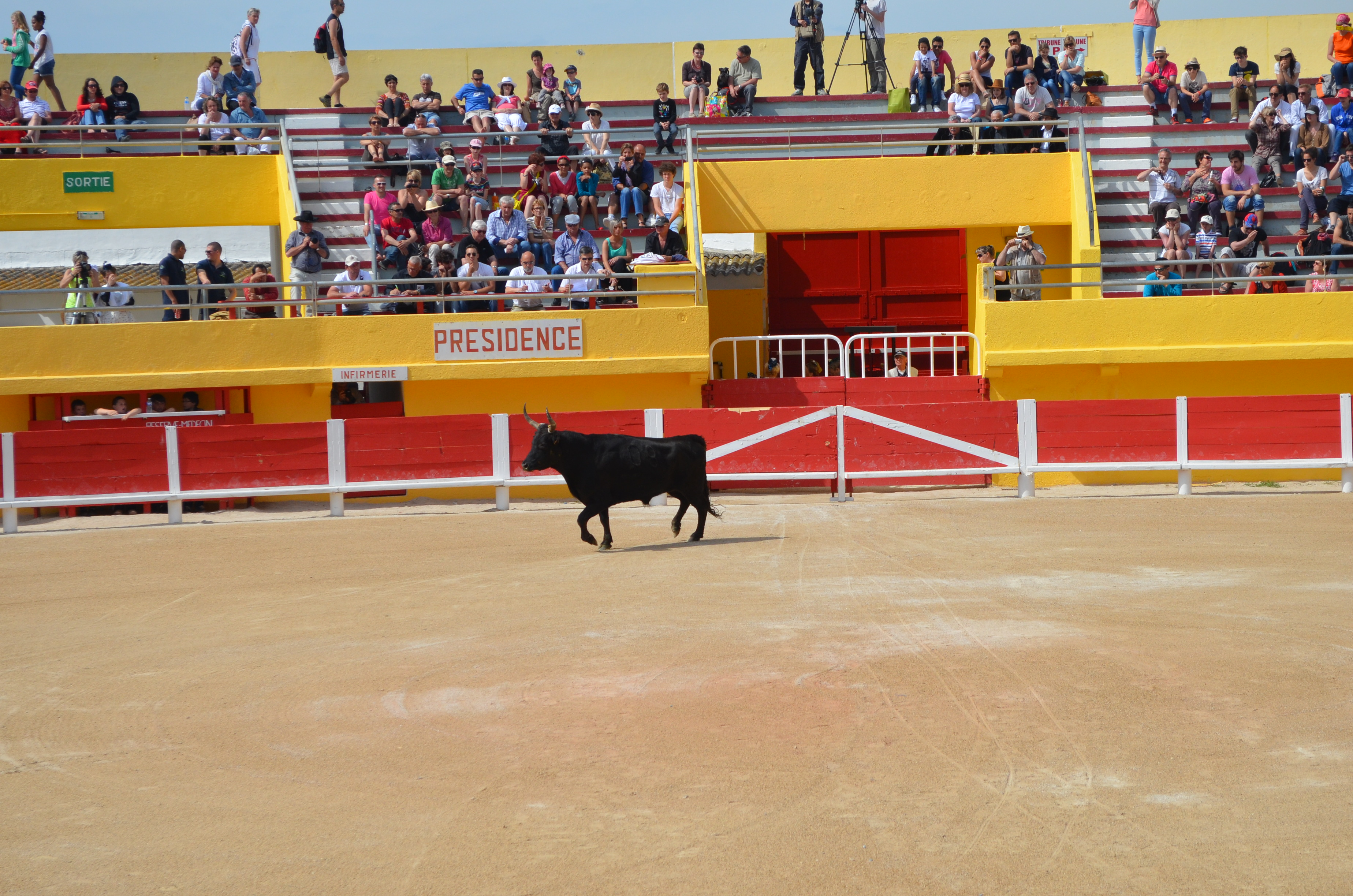
Dans les arènes des Saintes-Maries.
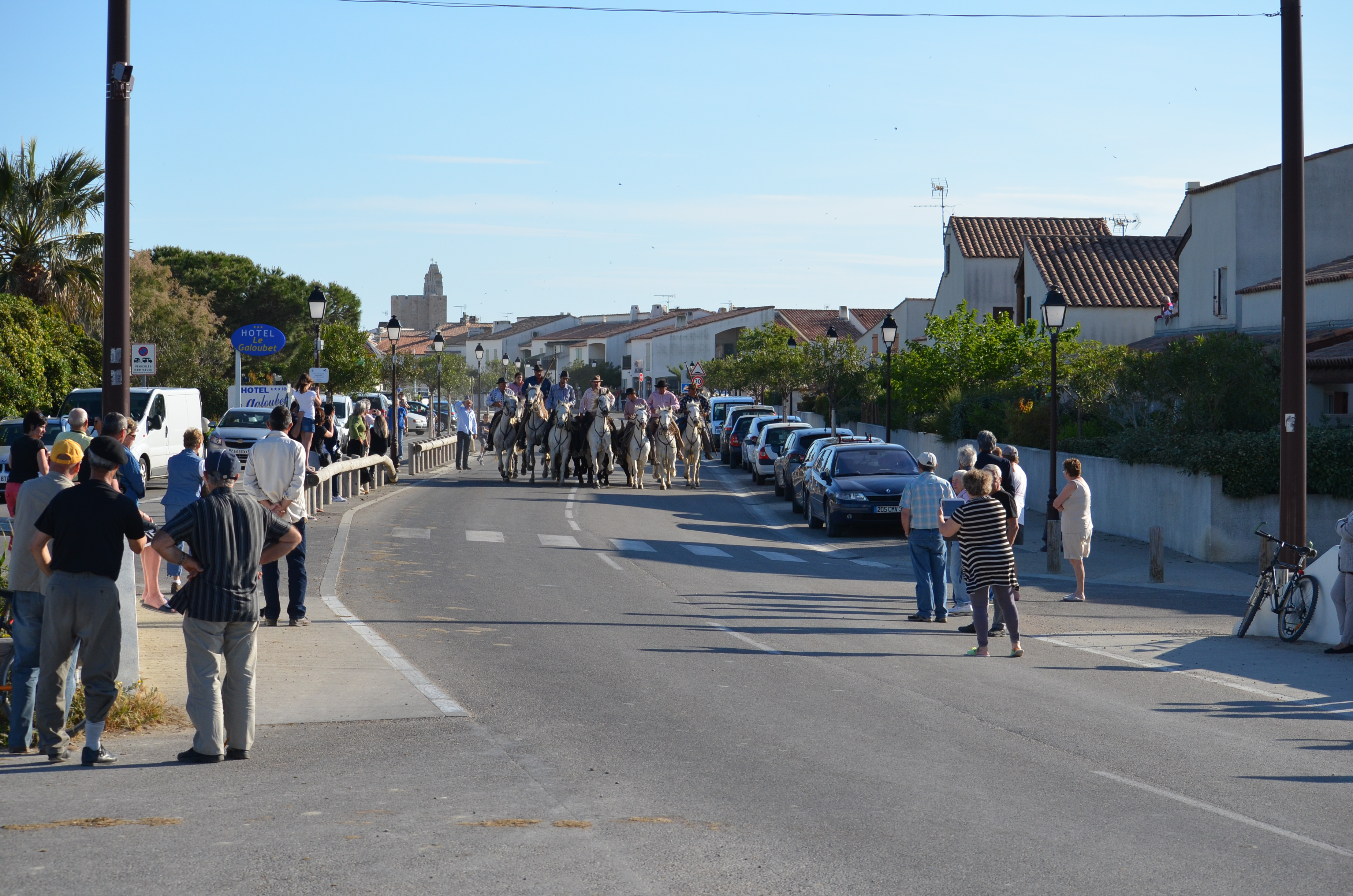
La manade Aubanel-Baroncelli menant une bandido aux Saintes-Maries.